# Губино (Москвинська волость)
Губино (рос. Губино) — присілок в Псковському районі Псковської області Російської Федерації.
Населення становить 2 особи. Входить до складу муніципального утворення Краснопрудська волость.

## Історія
Від 2015 року входить до складу муніципального утворення Краснопрудська волость.

## Населення
| 2002 | 2010 |
| ---- | ---- |
| 5    | ↘2   |